# ビトロネクチン
ビトロネクチン（英:vitronectin）は、血液や細胞外マトリックスに存在する糖タンパク質で、細胞接着・細胞進展を促す細胞接着分子である。組織形成維持、血液凝固線溶系、免疫補体系、組織修復、癌転移、神経細胞の分化や突起伸長で重要なはたらきをする。

## 発見
動物の細胞を培養する時、多くの正常細胞は、培養皿の底に接着し伸展なければ増殖できない。培養細胞のこの性質は足場依存性（anchorage dependence）と呼ばれている。細胞接着を担う因子は、培地として加える動物血清に含まれている。
1967年、米国のR.ホームズが、細胞培養時に細胞接着・伸展を促進するタンパク質を動物血清からはじめて部分精製した。当時、「ホームズのα-1タンパク質」と呼ばれ試薬会社から市販された。
1983年、何年もかけて研究していた米国のD.W.バーンズが、ヒトの血清を4種のカラムを通し、細胞接着伸展を促進するタンパク質「血清中伸展因子」（serum spreading factor）を、ヘパリンに「結合しない」画分として精製した。分子量はSDSポリアクリルアミドゲル電気泳動で75kDaと65kDaだった。
同じ1983年、1年前から研究に参入した米国のエルキ・ルースラーティ(E. Ruoslahti)が「血清中伸展因子」の部分精製標品を抗原にし、モノクローナル抗体8E6をつくり、抗体親和性カラム及びヘパリンに「結合する」画分から血清中伸展因子を精製した。血清中のタンパク質で、細胞接着活性をもつことが知られていたフィブロネクチンとは異なるので、インビトロ（in vitro）のビトロ（vitro）と接着性タンパク質の意味であるネクチン(nectin)とを合わせて、このタンパク質をビトロネクチン(vitronectin)と命名した。

## 結合分子
インテグリン、ヘパリン、コラーゲン、オステオネクチン（osteonectin）、テネイシン、補体の膜侵襲複合体(C5b-9 complex)、PAI-1（Plasminogen activator inhibitor-1）、プラスミン（とプラスミノーゲン）、telencephalin（ICAM5、Intercellular adhesion molecule 5）など。

## 構造

### 塩基配列:一次構造
1985年、米国のエルキ・ルースラーティ（E. Ruoslahti）研究室の鈴木信太郎がヒト・ビトロネクチンcDNA塩基配列を解明した 。そのことで一次構造が解明され、ビトロネクチンは459アミノ酸残基からなり、モジュール構造をもっていないとされた。
同年、ドイツのD.イエンネとK.K.スタンリーが「S-protein」という免疫補体系に作用する別のタンパク質のcDNA塩基配列を解明すると、ビトロネクチンと同一であることが判明した 。このことで、ビトロネクチンが免疫補体系に作用することが判明した。

### ドメイン構造
ビトロネクチンは、3つのドメインからなる。
1. N末端側のソマトメジンBドメイン(アミノ酸残基番号1-39)。このドメインに線溶系の調節タンパク質であるPAI－1(Plasminogen activator inhibitor-1)に結合する。
2. ドメインを形成していないが、 N末端側から45 - 47番目のアミノ酸が有名な細胞接着のRGD配列（Arg-Gly-Asp、アミノ酸1文字表記でRGD）である。この部位が細胞表面のインテグリンαvβ3に結合し細胞接着を起こす。ただし、フィブロネクチンも同じRGD配列をもち、細胞表面のインテグリンに結合し細胞接着を起こすが、インテグリンの種類が異なる。
3. 分子の中央(アミノ酸残基番号131-342)ドメイン。ヘモペキシン類似の繰り返し構造がある。コラーゲンやトロンビン‐セルピン（serpin、例：抗トロンビンIII）複合体の結合活性がある。なお、ヘモペキシンはヘム〈鉄化合物〉を結合しヘムの代謝を担う血液タンパク質である。
4. C末端側ドメイン(アミノ酸残基番号347-459)。この部分にヘパリン結合部位（アミノ酸残基番号348 - 379）がある。この部位は、RGD配列と同じくらい重要である。アミノ酸残基32個中14個が塩基性アミノ酸で、塩基性度が高く、プラスに帯電している。この部位がヘパリン（マイナスに帯電）と結合する。ヘパリン以外にも、インテグリン、オステオネクチン（osteonectin）、テネイシンなどと結合し、反応性の高い部位である。

### 高次構造
D.W.バーンズの精製したのはヘパリンに「結合しない」タンパク質で、E.ルースラティのはヘパリンに「結合する」タンパク質である。この矛盾は、林正男がビトロネクチンのヘパリン結合性が変換することを実証し、ヘパリン結合部位の「結んで開いて」モデル(cryptic-to-open model)を提唱した。
この「結んで開いて」理論（隠れたのが分子表面に出るという理論）が、生理的条件下での活性調節理論である。ヘパリンに「結合しない」状態は、ヘパリン結合部位がビトロネクチン分子内に隠れていて、生体内で不活性である。活性化すると、ヘパリン結合部位が「開いて」ビトロネクチン分子表面にでて、ヘパリンなど必要な分子に結合する。
K.T.プライスナーは、「開いた」ビトロネクチンは、ビトロネクチン分子が会合し多量体を形成していると提唱した。
ビトロネクチンの結晶構造は、PAI－1に結合しているソマトメジンBドメインについて報告された。

## 分子量と糖鎖
459アミノ酸残基からなるので分子量は、計算すると52kDaに相当する。ところが、SDSポリアクリルアミドゲル電気泳動では75kDaとでる。
1988年、林正男がビトロネクチンの画期的な精製法を開発したが、その方法で、いろいろな動物のビトロネクチンを精製すると、分子量は、59 - 78kDaとバラツキが大きく、SDSポリアクリルアミドゲル電気泳動でバンドが1本のもあった。
瀬野信子、小川温子は、動物種による分子量のバラツキと、SDS電気泳動とアミノ酸残基数の差である23kDaは、ビトロネクチンに大きな糖鎖が結合しているためであり、その糖鎖が動物種により異なることを見つけた。

## 遺伝子多型
ヒト・ビトロネクチンは、SDSポリアクリルアミドゲル電気泳動のバンドが「75kD型のみ」「75kDa＋65kDa型」「65kDa型のみ」の3つのビトロネクチン血液型に分類できる。この3つのビトロネクチン血液型の原因は、ヒト・ビトロネクチンのアミノ酸の381番目が、メチオニンまたはトレオニンのどちらかになる対立遺伝子のためである。つまり、Arg379－Ala380の間は、381番目のアミノ酸がメチオニンだと切断され、トレオニンだと切断されない。この遺伝子多型が何らかの疾患と関係するというデータはない。

## 存在
ビトロネクチンは、主として肝臓の肝細胞で合成される。シグナル配列（signal sequence）をもつので、細胞外に分泌され、血液に乗って体内を循環する。血液中の血清に存在する。
ビトロネクチンmRNAは、肝臓以外に、肝臓に比べると発現量は少ないが、脳、心臓、骨格筋、胎盤、肺、精巣、そして胸腺に発現する。これらのビトロネクチンはその組織の細胞外マトリックスに存在すると考えられる。

## 活性と生体内機能
血液中のビトロネクチンは、組織損傷部位などで活性化され、血液凝固・線溶系のタンパク質であるPAI-1やプラスミン結合し、その活性を調節する。血液凝固・線溶系の調節に関与し、組織修復機能があると考えられる。
ビトロネクチンは細胞膜上のインテグリンと結合して、細胞接着・伸展を引き起こすので発生時の組織形成、また、癌細胞の転移に関連すると考えられる。
補体の膜侵襲複合体(C5b-9 complex)に結合し、細胞溶解を阻害するので、生体防御系の調節機能がある。
神経細胞の分化や突起伸長に関与している。吉原良浩は、終脳ではビトロネクチンがtelencephalin（ICAM5、Intercellular adhesion molecule 5）に結合し、ezrin/radixin/moesinをリン酸化し、細胞内情報伝達系を活性化することで、樹状突起形成に関与することを発見した。

## ノックアウトマウス
実験的にビトロネクチンの遺伝子を欠損させたマウス（ノックアウトマウス）を作成しても、致死ではなく、正常に発生していることから、生体内では他のタンパク質が代償しているのか、決定的な機能をしていないのかのどちらかである。

## 疾患
ビトロネクチンの異常によるヒトの疾患は見つかっていない。

## 全体の参考文献
- 赤間高雄 『ビトロネクチンの構造と機能に関する研究』 筑波大学医学博士学位論文・昭和63年3月25日授与 (甲第571号)
- Preissner,K.T., Rosenblatt,S., et al. (eds.) (1993). Biology of Vitronectins and Their Receptors. Amsterdam: Elsevier Science Publishers. ISBN 978-0444816801
- 林正男 『新 細胞接着分子の世界』 羊土社、2001年 ISBN 9784897063270
- Preissner KT, Reuning U. (2011), “Vitronectin in vascular context: facets of a multitalented matricellular protein.”, Semin Thromb Hemost. 37 (4):  408-424, doi:10.1055/s-0031-1276590, PMID 21805447